# اویا اکسپرس
اویا اکسپرس (به انگلیسی: Avia Express) یک شرکت هواپیمایی با کد یاتا JZ است که در ۱۹۴۰ میلادی تأسیس شده‌است. دفتر مرکزی اویا اکسپرس در یونشوپینگ، سوئد واقع شده‌است و قطب این شرکت هواپیمایی در فرودگاه استکهلم-آرلاندا قرار دارد.